# Carlo Antoni
Carlo Antoni (Senosecchia, 15 agosto 1896 – Roma, 3 agosto 1959) è stato un filosofo, storico della filosofia e politico italiano.

## Biografia
Nato come Karlo Antonič, allievo di Benedetto Croce, con il quale entrò in corrispondenza appena sedicenne, studiò soprattutto la cultura filosofica tedesca, dal Settecento al Novecento, ritenendo di cogliere – nella sua opera più nota, La lotta contro la ragione – le radici dell'idealismo e dell'irrazionalismo tedesco nella lotta combattuta contro il razionalismo cartesiano dai movimenti politici svizzeri e dal pietismo.
Difese la filosofia dei distinti contro la concezione della dialettica hegeliana degli opposti.
Tenne la cattedra di Filosofia della storia presso l'Università di Roma dal 1947 alla morte. La sua riflessione speculativa si muove all'interno del paradigma crociano e il suo indirizzo politico gioca al confine tra il liberalismo politico, il liberismo economico e il socialismo moderato. Aderì al Partito Liberale Italiano, ma nel 1956 scelse il Partito Radicale di Mario Pannunzio.

## Opere principali
Per una più completa bibliografia, si rinvia alla Bibliografia degli scritti di Carlo Antoni, a cura di Franco Voltaggio, in  Carlo Antoni, Storicismo e antistoricismo, a cura di M. Biscione, 2ª ed., Napoli, Morano, 1972  [1964],  pp. 231-248, ISBN non esistente.
- Carlo Antoni, Dallo storicismo alla sociologia, Firenze, Sansoni, 1973  [1940], ISBN non esistente.
- Carlo Antoni, La lotta contro la ragione, nuova edizione a cura di M. Biscione, Firenze, Sansoni, 1968  [1942], ISBN non esistente.
- Carlo Antoni, Considerazioni su Hegel e Marx, Napoli, Ricciardi, 1946, ISBN non esistente.
- Carlo Antoni, Commento a Croce, 2ª ed., Venezia, Neri Pozza, 1964  [1955], ISBN non esistente.
- Carlo Antoni, Lo storicismo, 2ª ed., Torino, Edizioni Rai Radiotelevisione Italiana, 1968  [1957], ISBN non esistente.
- Carlo Antoni, Gratitudine, Milano-Napoli, Ricciardi, 1959, ISBN non esistente.
- Carlo Antoni, La restaurazione del diritto di natura, Venezia, Neri Pozza, 1959, ISBN non esistente.
- Carlo Antoni, Chiose all'estetica, a cura e con un saggio di A. Olivetti, Fiesole, Cadmo, 2002  [1960], ISBN 88-7923-267-3.
- Carlo Antoni, Storicismo e antistoricismo, a cura di M. Biscione, 2ª ed., Napoli, Morano, 1972  [1964], ISBN non esistente.
- Carlo Antoni, Scritti di estetica, a cura di M. Biscione, Napoli, Giannini, 1968, ISBN non esistente.
- Carlo Antoni, L'esistenzialismo di Heidegger, a cura di M. Biscione, Napoli, Guida, 1972, ISBN non esistente.
- Carlo Antoni, Lezioni su Hegel (1949-1957), a cura e con una nota di M. Biscione, Napoli, Bibliopolis, 1988, ISBN 978-88-708-8186-8.
- Carlo Antoni, Il problema della filosofia moderna e lo storicismo, presentazione di M. Biscione, Napoli, Istituto Italiano per gli Studi Filosofici, 2007, ISBN 978-88-9782-015-4.